# Carabus basilicus
Carabus basilicus är en skalbaggsart som beskrevs av Weber. Carabus basilicus ingår i släktet Carabus och familjen jordlöpare. Inga underarter finns listade i Catalogue of Life.